# 愛知県道463号東浦停車場線
愛知県道463号東浦停車場線（あいちけんどう463ごう ひがしうらていしゃじょうせん）は、愛知県知多郡東浦町内を通る、一般県道である。

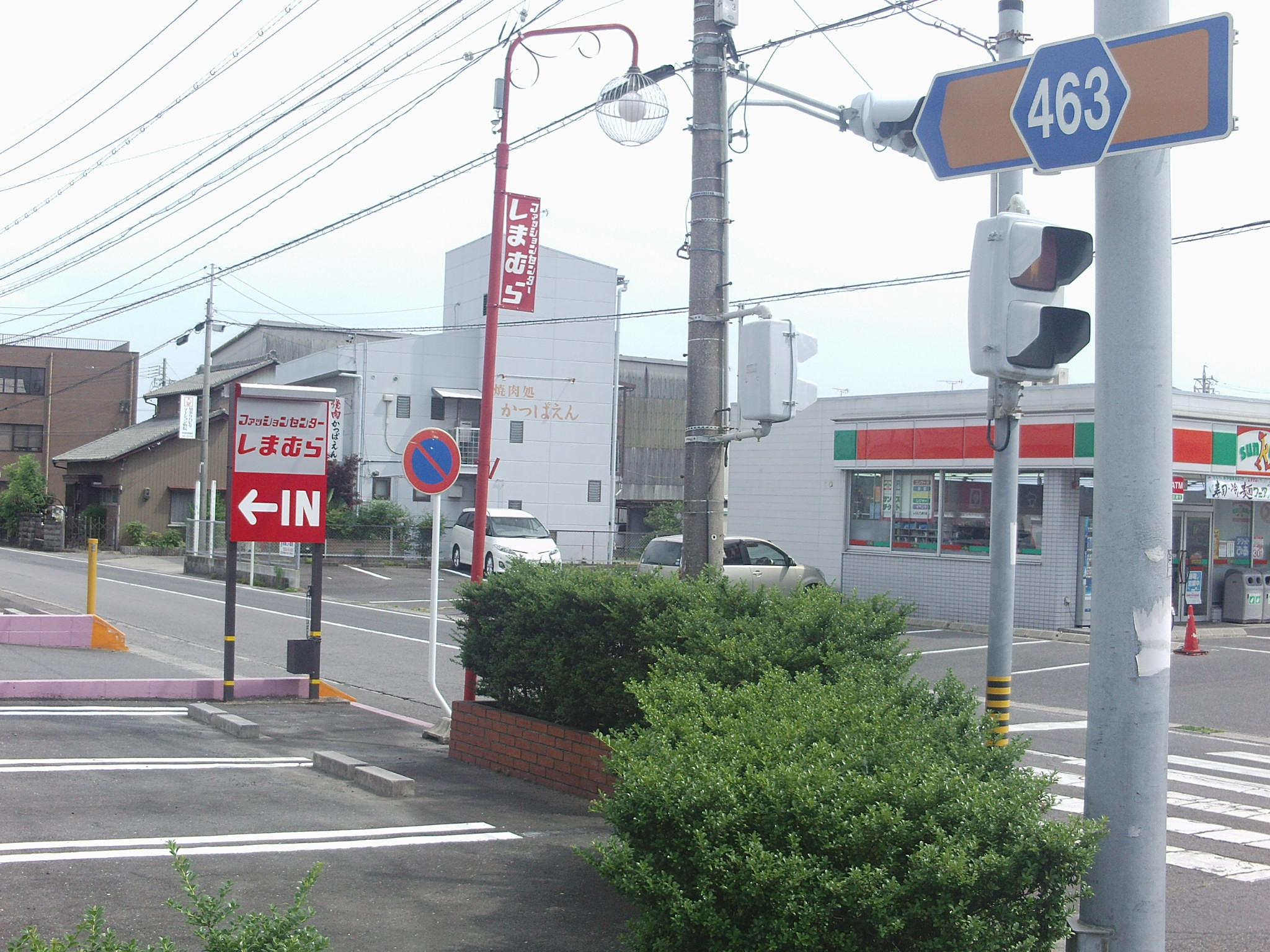
終点。沿線にはしまむら東浦店などがある。

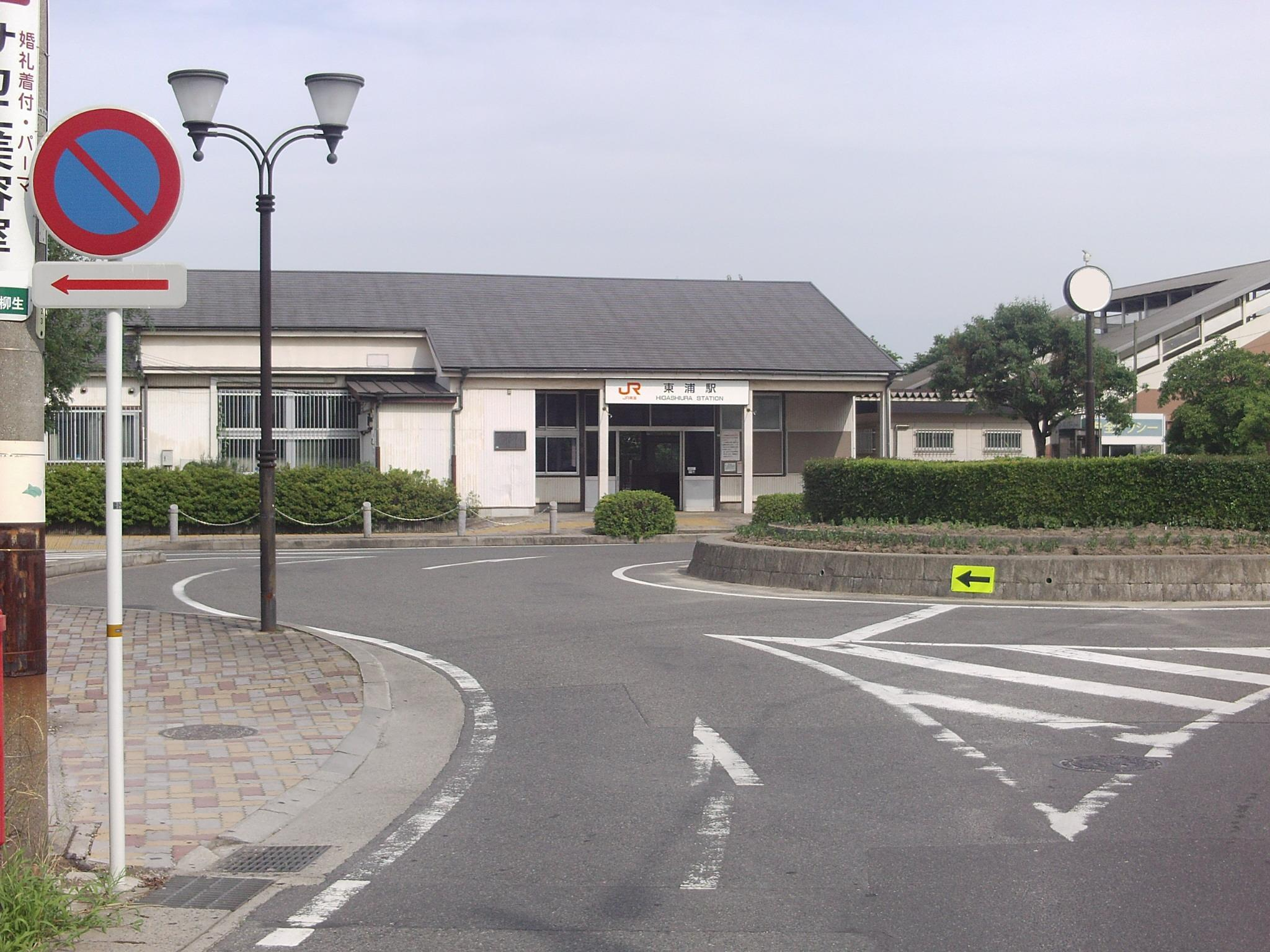
起点東浦停車場。駅前ロータリー。

## 概要

### 路線データ
- 起点：東浦停車場
- 終点：愛知県知多郡東浦町大字藤江（国道366号交点）

## 沿革
- 1959年12月15日：認定

## 通過する自治体
- 愛知県
  - 知多郡東浦町

## 接続する道路
- 国道366号（東浦駅西交差点）

## 周辺
- JR武豊線 東浦駅